# Nova (телесериал)
«Nova» — американский научно-популярный документальный телесериал на телеканале PBS. В эфир впервые вышел 3 марта 1974 года. Отмечен Carl Sagan Award for Public Appreciation of Science (1996).
Термин «Nova», который стал названием телесериала, в астрономической литературе используется для обозначения новых звёзд.

## Сюжет
Телесериал «Nova» рассказывает о научных открытиях и исторических событиях. Включает в себя интервью с учёными — математиками, физиками, астрономами, историками, археологами.

## В ролях
| Актёр       | Роль       |
| ----------- | ---------- |
| Нейл Росс   | рассказчик |
| Лэнс Льюман | рассказчик |
| Стейси Кич  | рассказчик |
| Уилл Льюман | рассказчик |

## Перечень эпизодов
Полный перечень эпизодов документального телесериала «Nova».